# Alduino Emidi
Alduino Emidi detto Zaraballe (Tivoli, 25 febbraio 1876 – Siena, 30 ottobre 1922) è stato un fantino italiano.
Zaraballe ha corso per ventidue volte del Palio di Siena nella prima parte del Novecento; ha trionfato in due occasioni: il 2 luglio 1903 per il Drago, ed il 17 agosto 1909 per l'Oca.
In realtà il suo esordio in Piazza avvenne il 18 agosto 1901, in occasione di un Palio "alla romana" non assegnato a causa di incidenti e di un'invasione di pista durante la batteria finale. Tale Palio non viene però considerato nell'Albo delle vittorie del Palio di Siena.
Zaraballe è ancora oggi ricordato per le sue accese lotte a colpi di nerbate con Giulio Cerpi detto Testina.

## Presenze al Palio di Siena
Le vittorie sono evidenziate ed indicate in neretto.
| Palio             | Contrada | Cavallo                | Note   |
| ----------------- | -------- | ---------------------- | ------ |
| 2 luglio 1902     | Civetta  | Baio di A. Gracci      |        |
| 16 agosto 1902    | Civetta  | Morello di G. Tordini  |        |
| 2 luglio 1903     | Drago    | Colombina              |        |
| 16 agosto 1903    | Drago    | Baio di D. Fradiacono  |        |
| 17 aprile 1904    | Lupa     | Stornino               | scosso |
| 3 luglio 1904     | Lupa     | Baio di T. Nardi       |        |
| 16 agosto 1904    | Tartuca  | Morello di E. Fontani  |        |
| 2 luglio 1906     | Tartuca  | Stornino               | scosso |
| 16 agosto 1906    | Lupa     | Baio di G. Pianigiani  |        |
| 16 agosto 1907    | Torre    | Baio di A. Montechiari |        |
| 3 luglio 1908     | Onda     | Gobba                  |        |
| 16 agosto 1909    | Nicchio  | Baio di D. Leoni       |        |
| 17 agosto 1909    | Oca      | Farfalla               |        |
| 3 luglio 1910     | Selva    | Gobba                  |        |
| 16 agosto 1910    | Nicchio  | Farfalla               |        |
| 2 luglio 1912     | Oca      | Sauro di G. Mari       |        |
| 16 agosto 1912    | Tartuca  | Baio di L. Franci      | scosso |
| 25 settembre 1913 | Torre    | Baio di G. Pianigiani  |        |
| 2 luglio 1920     | Pantera  | Grigio di L. Franci    |        |
| 17 agosto 1920    | Bruco    | Baio di G. Barbarulli  |        |
| 16 agosto 1921    | Onda     | Sauro di N. Magnelli   |        |
| 16 agosto 1922    | Nicchio  | Baio di G. Pianigiani  | scosso |